# Lake Elmo
Lake Elmo é uma cidade localizada no estado americano de Minnesota, no Condado de Washington.

## Demografia
Segundo o censo americano de 2000, a sua população era de 6863 habitantes.
Em 2006, foi estimada uma população de 7590, um aumento de 727 (10.6%).

## Geografia
De acordo com o United States Census Bureau tem uma área de
63,2 km², dos quais 59,2 km² cobertos por terra e 4,0 km² cobertos por água. Lake Elmo localiza-se a aproximadamente 297 m acima do nível do mar.

## Localidades na vizinhança
O diagrama seguinte representa as localidades num raio de 8 km ao redor de Lake Elmo.